# Binfield Heath
Binfield Heath är en ort och civil parish i Storbritannien.   Den ligger i grevskapet Oxfordshire och riksdelen England, i den södra delen av landet, 60 km väster om huvudstaden London. Binfield Heath ligger 93 meter över havet och antalet invånare är 648.
Terrängen runt Binfield Heath är platt. Runt Binfield Heath är det tätbefolkat, med 849 invånare per kvadratkilometer. Närmaste större samhälle är Reading, 5,8 km sydväst om Binfield Heath. Trakten runt Binfield Heath består till största delen av jordbruksmark.